# Banteay Srei

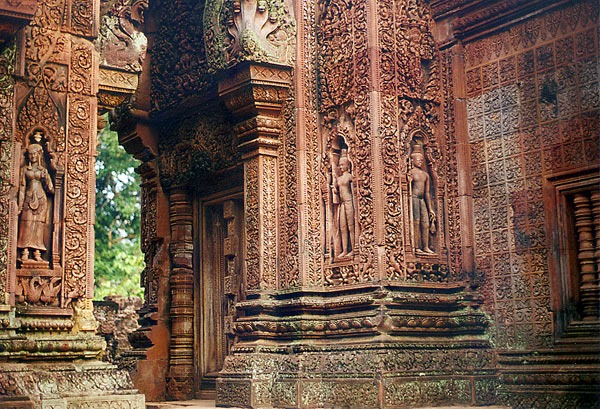
Decorazioni interne

Banteay Srei (scritto anche Banteay Srey) è un tempio induista del X secolo d.C., situato in Cambogia. Il suo nome significa Fortezza delle donne ed è dedicato al dio indù Shiva. Si trova a circa 35 km dalla famosa area di Angkor, vicino alla collina di Phnom Dei, circa 25 km a nord-est del principale gruppo di templi di Yasodharapura (una della capitali dell'Impero Khmer che si sono succedute nel tempo) e dall'Angkor Thom.
La maggior parte del tempio è costruito in arenaria rossa e le colonne e le pareti interne presentano un numero incredibile di accuratissime decorazioni ammirabili ancora oggi. Gli edifici stessi sono miniature in scala, molto particolari nell'ottica degli standard delle costruzioni khmer. Queste caratteristiche lo hanno reso particolarmente popolare tra i turisti e lo hanno fatto definire "una gemma preziosa" o "il gioiello dell'arte khmer" Al di fuori del tempio si possono osservare poche rovine di quella che doveva essere una piccola città sorta attorno al tempio, di nome Isvarapura.
In origine il tempio probabilmente si chiamava Tribhuvanamahesvara ed era dedicato ad un grande condottiero militare dell'epoca, in seguito assunse il nome attuale Banteay Srei, probabilmente dovuto al grande numero di devata che sono posti come guardiani del tempio in nicchie a lato delle porte e delle false porte.

## Storia

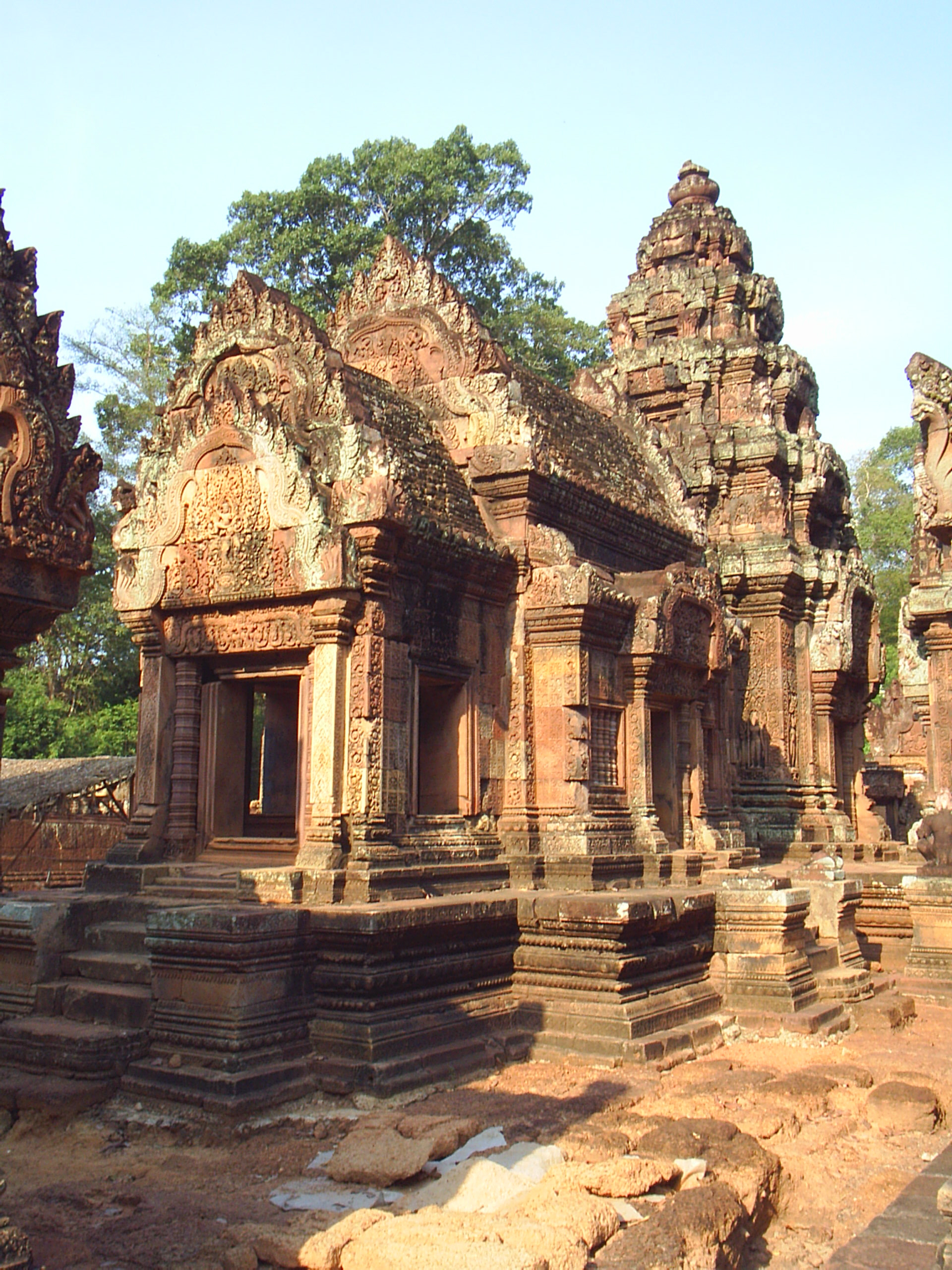
La torre centrale, vista da Nord-est

Il tempio fu consacrato al dio Shiva nel 967 d.C. ed è uno dei rari templi khmer a non essere stato costruito per volere di un re, ma da un uomo di nome Yajnyavahara, consigliere del re Rajendravarman e insegnante di Jayavarman V. Un altro caso, sempre nella stessa area geografica, è il tempio buddhista di Bat Chum, costruito nel 960 d.C. da Kavindrarimathana, potente ministro e architetto di Rajendravarman. Secondo le iscrizioni rinvenute il consigliere Yajnyavahara era un grande studioso e filantropo e si prodigava molto per aiutare le persone vessate da eccessive sofferenze e quelle in condizioni di eccessiva povertà. Come detto sopra, il tempio in origine era dedicato ad un grande condottiero e vi si esercitava sia il culto di Shiva (nella torre centrale e nelle sezioni est-ovest) che il culto di Visnù (sezione nord).
Nel corso del secolo successivo fu oggetto di molti lavori di ristrutturazione. Venne ribattezzato Banteay Srei e il re se ne appropriò e dedicò il culto del tempio esclusivamente al Dio Shiva e affidato al sacerdote Divarakapandita. Il tempio venne utilizzato fino al XIV secolo. In seguito venne abbandonato.
Il tempio venne riscoperto nel 1914. Per anni fu meta di moltissimi ladri che trafugavano le opere d'arte e le rivendevano sul mercato nero. Il famoso caso di André Malraux del 1923 ebbe però come risultato positivo l'inizio di lavori di restauro e di completa riscoperta del tempio. Nel 1936 venne trovata una stele che consentì la datazione e la ricostruzione di parte della storia dell'edificio.

## Stile

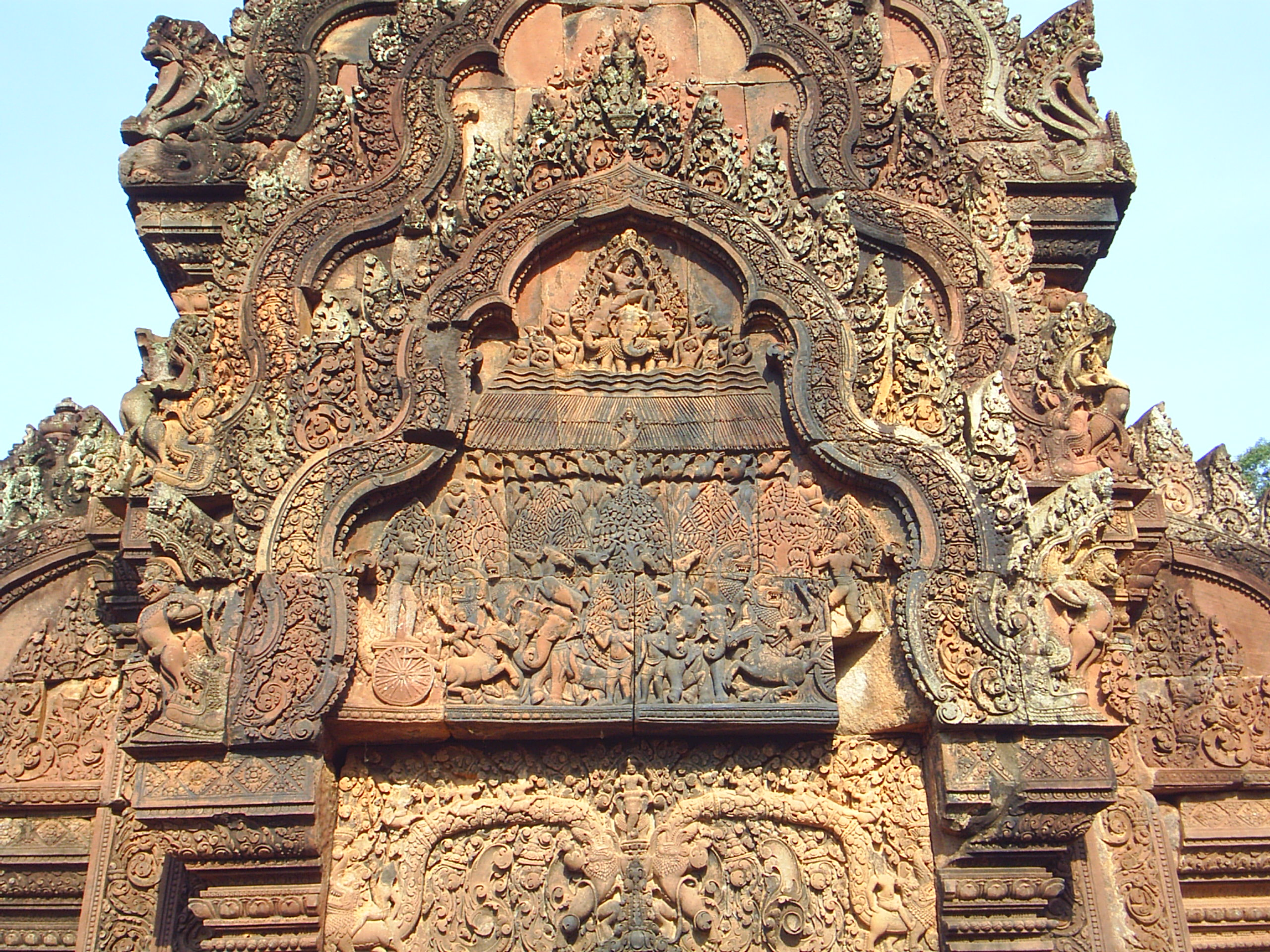
Decorazioni di un frontone

Il tempio è costruito quasi esclusivamente in pietra arenaria, il poco uso fatto dei mattoni è limitato esclusivamente ai recinti e pochi elementi della struttura. Sopra gli architravi delle porte sono presenti diversi frontoni decorati con bassorilievi, per la prima volta nella storia dell'architettura Khmer. Oltre ai frontoni, tutte le pareti sia interne che esterne sono fittamente decorate con figure che rappresentano scene di mitologia e scene tratte da racconti popolari.

## Il tempio

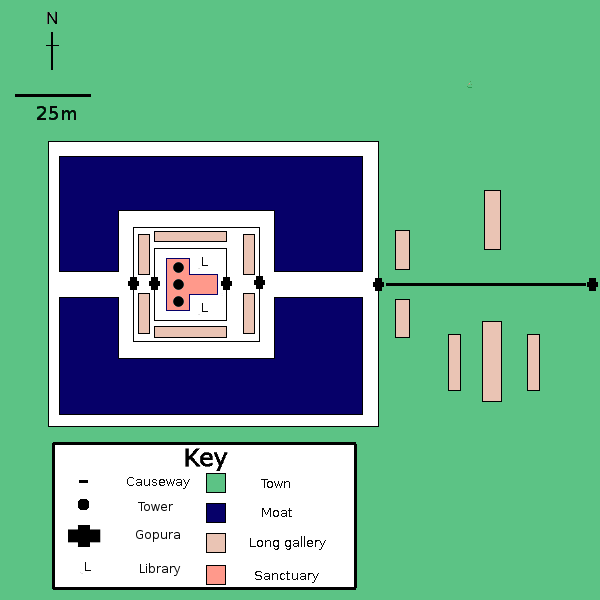
Pianta di Banteay Srei

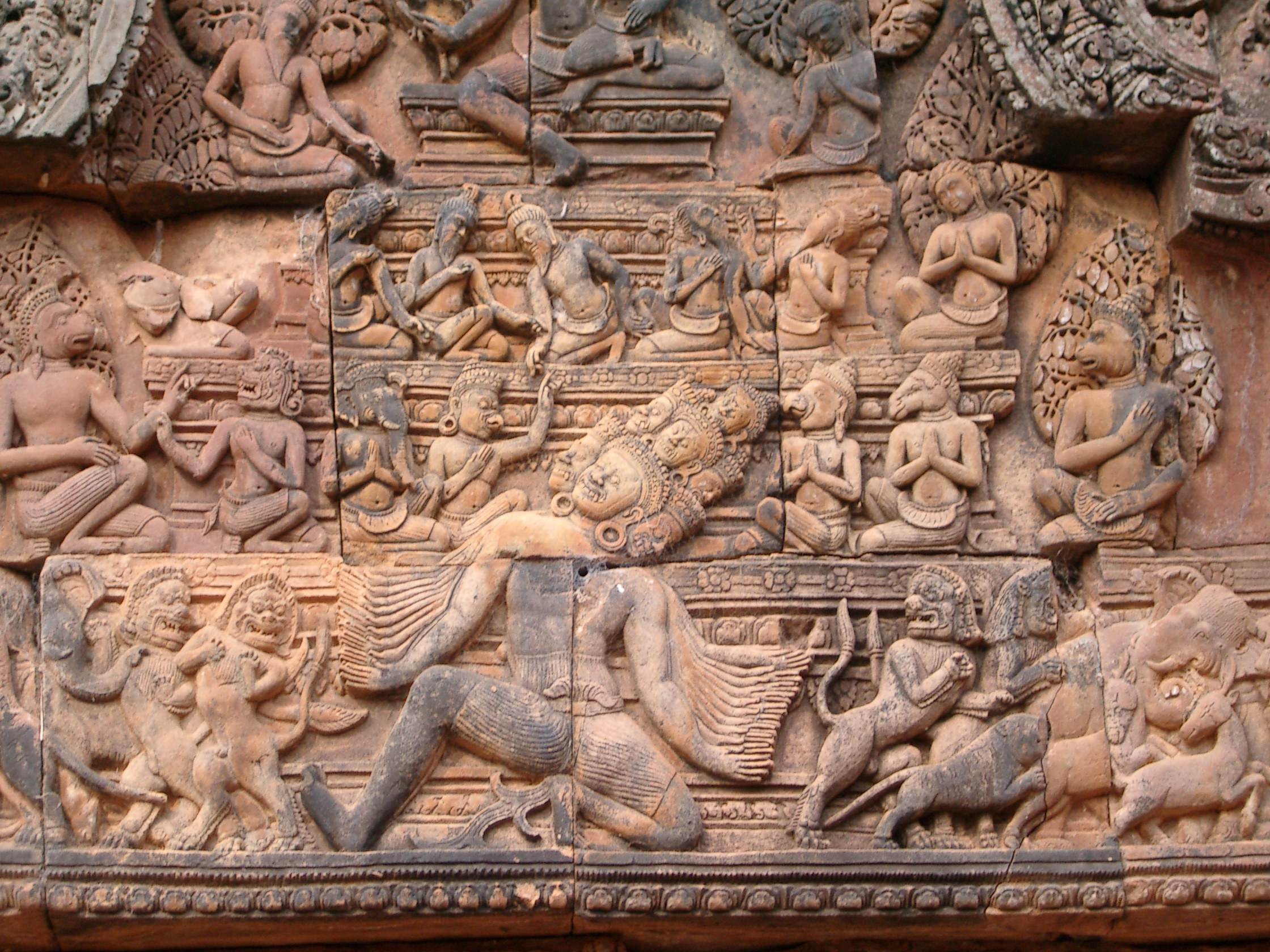
Un frontale

Come quasi tutti i templi Khmer. anche questo è orientato verso est, e consiste in tre rettangoli concentrici posizionati con il lato lungo sull'asse est-ovest. Il muro esterno delimita una superficie di circa 500 metri quadri.

### Il terzo recinto (esterno)
Il terzo recinto misura 110 m per 95, è recintato da un muro interrotto in alcuni punti da strutture a gopura, ciascuna delle quali era dotata di diverse decorazioni sul frontone; nessuna di queste è ancora presente nel tempio, sono state tutte spostate in musei.

### Il secondo recinto
Il secondo recinto misura 38 m per 42, e ricalca la stessa struttura del precedente, anche qui delle strutture a Gopura interrompono la continuità del muro. Sulle strutture e sul muro sono presenti diversi bassorilievi raffiguranti storie leggendarie (il duello tra il re delle scimmie Vali e Sugreeva, con il Dio Rama che interviene in favore di quest'ultimo.

### Il primo recinto (interno)
All'interno del terzo recinto si trovano due biblioteche, composte in mattoni e fittamente ricoperte di bassorilievi, e il santuario che è il cuore del tempio.